# Championnat de Belgique de football de deuxième division 1987-1988
Navigation
saison précédente saison suivante
Le Championnat de Belgique de football de deuxième division 1987-1988 est la 71e édition du championnat de deuxième niveau national en Belgique. En Belgique francophone, cette division est familièrement appelée « Divsion 2 » ou « D2 ».
La compétition conserve le même schéma que la saison précédente, à savoir une phase classique pendant laquelle les 16 équipes s'affrontent deux fois chacune en matches aller-retour. Le champion est directement promu en Division 1. Ensuite un tour final concerne quatre formations et désigne le second montant. À l'autre bout du classement, les deux derniers sont relégués en Division 3 en vue de la saison suivante.

## Classement
| Rang | Équipe                    | Pts | J  | G  | N  | P  | Bp | Bc | Diff |
| ---- | ------------------------- | --- | -- | -- | -- | -- | -- | -- | ---- |
| 1    | KRC Malines               | 41  | 30 | 17 | 7  | 6  | 67 | 37 | +30  |
| 2    | SC Eendracht Alost        | 38  | 30 | 15 | 8  | 7  | 38 | 36 | +2   |
| 3    | Patro Eisden Maasmechelen | 34  | 30 | 14 | 6  | 10 | 49 | 40 | +9   |
| 4    | KRC Harelbeke             | 34  | 30 | 11 | 12 | 7  | 42 | 38 | +4   |
| 5    | K Lierse SK               | 33  | 30 | 11 | 11 | 8  | 34 | 25 | +9   |
| 6    | K Sportclub Tongres       | 33  | 30 | 11 | 11 | 8  | 35 | 34 | +1   |
| 7    | KFC EekloP                | 31  | 30 | 12 | 7  | 11 | 43 | 39 | +4   |
| 8    | Berchem Sport R           | 31  | 30 | 11 | 9  | 10 | 35 | 37 | -2   |
| 9    | Verbroedering Geel        | 28  | 30 | 10 | 8  | 12 | 37 | 33 | +4   |
| 10   | KSK Hasselt               | 28  | 30 | 9  | 10 | 11 | 38 | 41 | -3   |
| 11   | KFC Lommelse SKP          | 27  | 30 | 10 | 7  | 13 | 29 | 41 | -12  |
| 12   | RFC Seraing R             | 27  | 30 | 9  | 9  | 12 | 34 | 35 | -1   |
| 13   | K Boom FC                 | 27  | 30 | 9  | 9  | 12 | 44 | 48 | -4   |
| 14   | FC Assent                 | 27  | 30 | 8  | 11 | 11 | 37 | 44 | -7   |
| 15   | KSV Thor Waterschei       | 26  | 30 | 8  | 10 | 12 | 32 | 42 | -10  |
| 16   | K Beringen FC             | 15  | 30 | 3  | 9  | 18 | 18 | 42 | -24  |

|   | Champion et promotion en D1                  |
|   | Qualification pour les barrages de promotion |
|   | Relégation en D3                             |
| R | Relégué de D1 1986-1987                      |
| P | Promu de D3 1986-1987                        |

- Le KRC Malines retrouve la première division après avoir été relégué en 1976[1].

## Barrages de montée
| Rang | Équipe                    | Pts | J | G | N | P | Bp | Bc | Diff |
| ---- | ------------------------- | --- | - | - | - | - | -- | -- | ---- |
| 1    | K Lierse SK               | 9   | 6 | 3 | 3 | 0 | 15 | 4  | +11  |
| 2    | SC Eendracht Alost        | 9   | 6 | 3 | 3 | 0 | 3  | 0  | +3   |
| 3    | Patro Eisden Maasmechelen | 4   | 6 | 1 | 2 | 3 | 7  | 9  | -2   |
| 4    | KRC Harelbeke             | 2   | 6 | 0 | 2 | 4 | 3  | 15 | -12  |

### Bilan de la saison
| Championnat de Belgique de football de deuxième division 1987-1988 |                     |
| Champion                                                           | KRC Malines         |
| Promotions et relégations                                          |                     |
| Promus en Division 2                                               | KRC Malines         |
| Promus en Division 2                                               | K Lierse SK         |
| Relégués en Division 3                                             | KSV Thor Waterschei |
| Relégués en Division 3                                             | K Beringen FC       |